# Прогулка (рассказ)
«Прогулка» — ироничный рассказ известного фантаста Роберта Шекли. Написан в 1971 году. Был впервые опубликован в том же году в авторском сборнике «Того же и вам — вдвойне». В СССР впервые появился в журнале «Химия и жизнь» в 7-м номере 1985 года.
Сцены общения главного героя и его лечащего врача фильма «Планета Ка-Пэкс» напоминают сюжетную линию рассказа об общении доктора с Папазианом.

## Сюжет
В современном Нью-Йорке «возник Папазиан, замаскированный под человека» и отправился жить жизнью простых и забавных людей. Он меняет имя на Хол, но вскоре его отыскивает «жена» Алина — это редкий «Кризис Совпадения Личности». Хол Папазиан не может вспомнить свою земную жизнь и жена обращается к доктору Кардоману. Папазиан пытается вспомнить, но всё — не то, он рассказывал психиатру «о юности, которую он провел юнгой на английской канонерке, о тяготах Клондайка… (Это были неоспоримо земные воспоминания, но не их искал доктор Кардоман)». Его жена Алина хотела поделиться своей историей с людьми и «писала мемуары под названием „Исповедь женщины, чей муж верил, что он с Альдебарана“». В конце Папазиан с сожалением и ностальгией покидает Землю на корабле офицера службы связи с Арктура, их старт был замечен локационным подразделением ВВС. Изображение, возникшее на экране, объяснили большим скоплением болотного газа, через которое пролетела плотная стая ласточек.